# Motion Picture Patents Company
La Motion Picture Patents Company (o MPPC, conosciuta anche come Edison Trust o Movie Trust) fu fondata nel dicembre 1908. Era un consorzio che riuniva le grandi compagnie produttive statunitensi: Edison Studios, Biograph Company, Vitagraph, Essanay, Selig Polyscope, Lubin Studios, Kalem Company, American Star Film, Pathé insieme al principale distributore che era George Kleine e alla Eastman Kodak, il maggior fornitore di materie prime.

## Genesi e sviluppo della MPPC
All'inizio del ventesimo secolo, ci sono alcune case che cercano di mantenere il controllo dei brevetti tecnici, ma in realtà è la libera concorrenza che fa crescere il mercato. In quegli anni, è oltremodo facile cominciare a produrre film e sono migliaia i piccoli produttori che concorrono a far nascere la nuova industria. La stessa cosa accade per la distribuzione e per i gestori delle sale, che si sono diffuse in maniera ramificata su tutto il territorio. Molti proprietari di sale diventeranno a loro volta produttori, come è il caso di Marcus Loew e dei i fratelli Warner. Ma questa situazione di libera concorrenza ben presto finisce: nel 1908, dieci fabbricanti di materiale cinematografico si associano nella MPPC, creando una situazione di monopolio sui materiali cinematografici. 
Il nuovo cartello comincia a fare pressioni sui produttori e sui gestori dei teatri per ottenere condizioni ottimali. La politica della MPPC sfocia nella creazione di una propria società di distribuzione, la General Film Company, la prima casa di distribuzione a livello nazionale che riesce, rapidamente, o ad assorbire compagnie più piccole o a contrastarle efficacemente. Nel 1910, sembra possibile il controllo totale del mercato e del territorio americano. Ma i progetti monopolistici dalla MPPC falliscono anche a causa di frizioni interne tra i suoi membri. 
Alcuni di essi, i più ambiziosi, lasciano l'associazione. Il governo sceglie proprio quel momento di crisi per accusare la società di aver violato la legge anti trust. Ne consegue che gli indipendenti invadono il mercato e numerosi film stranieri, soprattutto italiani e danesi, arrivano nelle sale americane. Il 1914 segna la fine della MPPC come potenza economica di primo piano.

## Edison
La politica perseguita dalla MPPC fu quella di mettere fine alla dominazione sugli schermi degli Stati Uniti del cinema europeo. Rese omogenea la distribuzione dei film e migliorò la qualità dell'industria cinematografica attraverso la competizione tra i diversi studios. Ma, nel contempo, scoraggiò i suoi membri dal produrre lungometraggi e dal ricorrere ai finanziamenti esterni.
La MPPC fu costituita sul modello del sistema di licenze Edison (1907-1908). Dal 1890, Thomas Alva Edison deteneva i diritti dei brevetti delle cineprese prodotte negli Stati Uniti. Per proteggere i suoi interessi, l'Edison Manufacturing Company promosse una serie infinita di cause contro i cineasti indipendenti e le piccole case di produzione che cercavano di sfuggire al suo monopolio. La guerra che ne nacque paralizzò l'industria cinematografica americana, finendo con il ridurre la produzione a due sole compagnie, la Edison e la Biograph, che utilizzavano due differenti tipi di cinepresa.

## Fine del Trust
Il Movie Trust limitava la durata dei film a una o due bobine, ritenendo che il pubblico fosse incapace di apprezzare film più lunghi. Proibiva inoltre di pubblicizzare il nome degli attori, per evitare che quelli più popolari potessero chiedere salari più alti. Il monopolio fu l'indiretta causa della nascita di Hollywood, visto che molti cineasti lasciarono New York e le altre città dove si stava sviluppando l'industria cinematografica per emigrare verso i territori orientali, sfuggendo così ai controlli pressanti del Trust che, nel 1917, venne alla fine sciolto per ordine del tribunale.